# Lista de gentes romanas
As gentes romanas (singular gente ou gens) era famílias romanas, de origens itálicas ou etruscas, consistindo de todos aqueles indivíduos que compartilhavam o mesmo nome e reivindicavam descendência de um ancestral comum. Era uma importante estrutura social e legal na história romana antiga.
A característica distintiva de uma gens era o nomen gentilicium, ou nome gentilício. Cada membro de uma gens, seja por nascimento ou adoção, portava esse nome. Todos os nomes eram baseados em outros substantivos, como nomes pessoais, ocupações, características físicas ou comportamentos, ou locais. Consequentemente, a maioria deles terminava com a terminação adjetival -ius (-ia na forma feminina).
Nomes que terminam em -aius, -eius, -eus, e -aeus são típicas de famílias latinas. Gentes faliscas frequentemente tinham nomina terminando em -ios, enquanto povos samnitas e outros povos oscanos do sul da Península Itálica tinham nomina terminando em -iis. Nomes de origem umbriana tipicamente terminam em -as, -anas, -enas, ou -inas, enquanto nomes que terminam em -arna, -erna, -ena, -enna, -ina, ou -inna são características de famílias etruscas.
A palavra latina gens é feminina, e o nome de uma gens também era feminino. Em português gens se escreve como gente. Marcus Valerius Corvus era um membro da gens Valeria. Valerius era seu nomen. O nomen de seu filho teria sido Valerius, e o de sua filha Valeria. Os membros masculinos de sua gens eram coletivamente chamados de Valerii, e os membros femininos Valeriae. Se um membro da gens fosse adotado em outra família, ele assumiria o nomen daquela gens, seguido pelo cognomen Valerianus.
Na lista a seguir, "I" e "J" são tratados como letras separadas, assim como "U" e "V". A letra "K" era rara em latim, e os poucos nomes ocasionalmente escritos com essa letra eram geralmente escritos com "C". Nenhuma gens romana começava com "X", e as letras "Y" e "Z" ocorriam apenas em nomes emprestados do grego. A letra "W" não existia no latim clássico.

## A
- Abrônia
- Abudia
- Abúria
- Ácia
- Accoleia
- Acerrônia
- Acília
- Aconia
- Actoria
- Acutia
- Ebúcia
- Aedinia
- Élia
- Emília
- Afinia
- Afrania
- Agoria
- Albania
- Albatia
- Albia
- Albinia
- Albinovana
- Albucia
- Alfena
- Alfia
- Alfidia
- Allectia
- Alliena
- Amafinia
- Amatia
- Ambrosia
- Ampia
- Ampudia
- Ancária
- Anícia
- Annaea
- Anneia
- Annia
- Anquirinnia
- Antia
- Antistia
- Antônia
- Apisia
- Aponia
- Appia
- Appuleia
- Apronia
- Apustia
- Aquillia
- Aquinia
- Arellia
- Arennia
- Arminia
- Arpineia
- Arrecina
- Arria
- Arruntia
- Articuleia
- Artório
- Asconia
- Asellia
- Asinia
- Ateia
- Aternia
- Atia
- Atilia
- Atinia
- Atria
- Attia
- Audasia
- Aufeia
- Aufidia
- Aulia
- Aurélia
- Auria
- Aurunculeia
- Ausonia
- Autronia
- Avia
- Aviana
- Avidia
- Aviena
- Avilia
- Axia

## B
- Babria
- Baebia
- Balonia
- Balventia
- Bantia
- Barbatia
- Barria
- Bavia
- Bellia
- Bellicia
- Belliena
- Betiliena
- Betitia
- Betua
- Betucia
- Blandia
- Blossia
- Boionia
- Bruttia
- Bucculeia
- Burbuleia
- Burriena

## C
- Caecia
- Cecília
- Caecinia
- Caedicia
- Célia
- Caeparia
- Caepasia
- Caerellia
- Caesellia
- Caesennia
- Caesetia
- Caesia
- Cesônia
- Caesulena
- Caetronia
- Calavia
- Calesterna
- Calidia
- Calpúrnia
- Calventia
- Calvisia
- Campatia
- Cania
- Canidia
- Caninia
- Cantia
- Cantilia
- Canuleia
- Canutia
- Carfulena
- Caria
- Carisia
- Caristania
- Carpinatia
- Carrinatia
- Carteia
- Carvilia
- Casperia
- Cassia
- Castricia
- Castrinia
- Catia
- Catiena
- Catilia
- Ceionia
- Centenia
- Ceppuleia
- Cervonia
- Cestia
- Cicereia
- Cilnia
- Cincia
- Cispia
- Classidia
- Cláudia
- Cloelia
- Cluentia
- Clutoria
- Cluvia
- Coceia
- Coelia
- Cominia
- Condetia
- Consentia
- Consia
- Considia
- Coponia
- Cordia
- Corfidia
- Cornelia
- Cornificia
- Coruncania
- Coscônia
- Cossinia
- Cossutia
- Cotia
- Cottia
- Crassicia
- Cremutia
- Crepereia
- Critonia
- Cupiennia
- Curia
- Curiatia
- Curtia
- Curtilia
- Curvia
- Cusinia
- Cuspia

## D
- Decia
- Decidia
- Decimia
- Dellia
- Desticia
- Dexsia
- Didia
- Digitia
- Dillia
- Domícia
- Duccia
- Duilia
- Durmia
- Duronia

## E
- Eggia
- Egilia
- Egnatia
- Egnatuleia
- Egrilia
- Elvia
- Ennia
- Epidia
- Eppia
- Equitia
- Erucia
- Escribônia
- Espúria

## F
- Fabia
- Fabricia
- Fadena
- Fadia
- Faenia
- Falcidia
- Faleria
- Faminia
- Fannia
- Farsuleia
- Faucia
- Favonia
- Festinia
- Fidiculania
- Firmia
- Flaminia
- Flavia
- Flavinia
- Flavoleia
- Flavonia
- Floria
- Floridia
- Floronia
- Fonteia
- Foslia
- Fufia
- Fuficia
- Fufidia
- Fulcinia
- Fulginatia
- Fúlvia
- Fundânia
- Fúria
- Furnia

## G
- Gabínia
- Galeria
- Gallia
- Gargonia
- Gavia
- Gegania
- Gellia
- Geminia
- Genucia
- Géssia
- Glicia
- Grania
- Gratidia
- Gratia

## H
- Hateria
- Heia
- Hélvia
- Helvídia
- Herennia
- Herennuleia
- Hermínia
- Hirria
- Hirtia
- Hirtuleia
- Horácia
- Hordeonia
- Hortênsia
- Hosidia
- Hostia
- Hostilia

## I
- Iallia
- Iasdia
- Iccia
- Icilia
- Ignia
- Insteia
- Istacidia
- Iteia
- Ituria

## J
- Jania
- Javolena
- Jucundia
- Júlia
- Juncia
- Junia
- Justia
- Justinia
- Juventia

## L
- Laberia
- Labiena
- Laceria
- Laecania
- Laelia
- Laenia
- Laetilia
- Laetoria
- Lafrênia
- Lamponia
- Laronia
- Lartia
- Latinia
- Lavinia
- Lemonia
- Lentidia
- Lepidia
- Libertia
- Liburnia
- Licinia
- Ligaria
- Livia
- Livinia
- Lollia
- Longinia
- Loreia
- Luceia
- Lucia
- Luciena
- Lucilia
- Lucrécia
- Luria
- Luscia
- Lusia
- Lutácia

## M
- Maccia
- Macrinia
- Maecenatia
- Maecia
- Maecilia
- Maelia
- Maenatia
- Maenia
- Maevia
- Magia
- Mallia
- Mamercia
- Mamilia
- Manilia
- Mânlia
- Marcia
- Maria
- Martinia
- Matia
- Matiena
- Matinia
- Matrinia
- Maximia
- Mêmia
- Menenia
- Menia
- Mescinia
- Messia
- Messiena
- Mestria
- Metilia
- Mettia
- Milonia
- Mimesia
- Minatia
- Minia
- Minicia
- Minidia
- Minucia
- Modia
- Mucia
- Mummia
- Munatia
- Munia
- Murria
- Mussidia
- Mustia
- Mutia
- Mutilia

## N
- Naevia
- Nasennia
- Nasidia
- Nasidiena
- Nautia
- Neratia
- Nerfinia
- Neria
- Nigidia
- Ninnia
- Nipia
- Nonia
- Norbana
- Novellia
- Novia
- Numeria
- Numicia
- Numisia
- Numitoria
- Nummia
- Numonia
- Nunnuleia
- Nymphidia

## O
- Obellia
- Obultronia
- Occia
- Oclatia
- Oclatinia
- Ocratia
- Octavena
- Otávia
- Ofania
- Ofília
- Ogulnia
- Ollia
- Opellia
- Opetreia
- Opimia
- Opiternia
- Oppia
- Oppidia
- Opsia
- Opsidia
- Opsilia
- Orania
- Orbia
- Orbicia
- Orbilia
- Orchia
- Orcivia
- Orfia
- Orfidia
- Oscia
- Ostoria
- Otacília
- Ovidia
- Ovinia

## P
- Paccia
- Pacídia
- Pacilia
- Pacônia
- Pactumeia
- Pacuvia
- Palfuria
- Palpellia
- Pantuleia
- Pápia
- Papinia
- Papiria
- Pasidia
- Pasidiena
- Passiena
- Patulcia
- Pedania
- Pedia
- Peducaea
- Peltrasia
- Percênia
- Perpernia
- Persia
- Pescennia
- Petillia
- Petreia
- Petronia
- Petrosidia
- Pilia
- Pinaria
- Pinnia
- Pisentia
- Placidia
- Plaetoria
- Plaguleia
- Plancia
- Plaria
- Plautia
- Pleminia
- Plinia
- Poetelia
- Pollia
- Pompeia
- Pompília
- Pomponia
- Pomptina
- Pontia
- Pontidia
- Pontilia
- Pontiliena
- Popillia
- Popaedia
- Popidia
- Poppaea
- Pórcia
- Postúmia
- Postumulena
- Potícia
- Praecilia
- Praeconia
- Prastinia
- Precia
- Priscia
- Procilia
- Proculeia
- Propertia
- Publicia
- Publilia
- Pupia

## Q
- Quartia
- Quartinia
- Quíncia
- Quinctilia
- Quintinia
- Quirínia

## R
- Rabiria
- Rabonia
- Rabuleia
- Racilia
- Récia
- Ragonia
- Rammia
- Rania
- Rasinia
- Reginia
- Remmia
- Rennia
- Resia
- Romania
- Romilia
- Roscia
- Rubellia
- Rubrena
- Rubria
- Rufia
- Rufinia
- Rufria
- Rullia
- Rupilia
- Rusonia
- Rustia
- Rusticélia
- Rutilia

## S
- Sabellia
- Sabidia
- Sabinia
- Sabucia
- Saenia
- Safinia
- Saliena
- Sallustia
- Salonia
- Saltia
- Saltoria
- Salvia
- Salvidia
- Salvidiena
- Salviena
- Sammia
- Sanquinia
- Saria
- Sariolena
- Satellia
- Satria
- Satriena
- Sattia
- Saturia
- Saufeia
- Scaevia
- Scaevinia
- Scandilia
- Scantia
- Scantinia
- Scaptia
- Scoedia
- Scutaria
- Seccia
- Secundia
- Secundinia
- Sedatia
- Segulia
- Seia
- Selicia
- Sellia
- Semprônia
- Sennia
- Sentia
- Seppia
- Seppiena
- Septicia
- Septimia
- Septimuleia
- Septueia
- Sepullia
- Sepunia
- Sérgia
- Seria
- Sertoria
- Servaea
- Servenia
- Servia
- Servília
- Sestia
- Severia
- Sêxtia
- Sextilia
- Sibidiena
- Sicinia
- Silia
- Silicia
- Silvia
- Simplicia
- Simplicinia
- Sinicia
- Sinnia
- Sittia
- Socellia
- Sollia
- Sornatia
- Sosia
- Sotidia
- Spedia
- Spellia
- Splattia
- Spurilia
- Spurinnia
- Staberia
- Staia
- Stallia
- Statia
- Statilia
- Statinia
- Statoria
- Steia
- Stellia
- Stenia
- Stertinia
- Stlaccia
- Strabonia
- Subria
- Suedia
- Suellia
- Suetonia
- Suettia
- Suilia
- Sulpícia
- Surdinia
- Symmachi

## T
- Tadia
- Talia
- Tampia
- Tanicia
- Tannonia
- Tanusia
- Tapsennia
- Taracia
- Taria
- Tariolena
- Taronia
- Tarpeia
- Tarquinia
- Tarquitia
- Tarrutenia
- Tarúcia
- Tarutilia
- Tatia
- Tattia
- Tauria
- Tebana
- Tedia
- Teia
- Terentia
- Terentilia
- Tertia
- Tertinia
- Tetrinia
- Tettia
- Tettidia
- Tettiena
- Thorania
- Thoria
- Tiburtia
- Ticinia
- Tifernia
- Tigellia
- Tigidia
- Tillia
- Tineia
- Titania
- Titedia
- Titia
- Titinia
- Tittia
- Titucia
- Titulena
- Tituria
- Titurnia
- Tolumnia
- Traia
- Traula
- Trausia
- Travia
- Trebania
- Trebatia
- Trebellia
- Trebelliena
- Trebia
- Trebicia
- Trebonia
- Trebulana
- Tremellia
- Triaria
- Triccia
- Truttedia
- Tuccia
- Tudicia
- Tullia
- Turbonia
- Turcia
- Turia
- Turpilia
- Turrania
- Turselia
- Tursidia
- Turullia
- Tuscenia
- Tuscília
- Tussania
- Tussidia
- Tutia
- Tuticana
- Tuticia
- Tutilia
- Tutinia
- Tutoria

## U
- Úlpia
- Umbilia
- Umbonia
- Umbrena
- Úmbria
- Umbricia
- Ummidia
- Urbania
- Urbicia
- Urbinia
- Urgulania
- Urseia
- Urvinia
- Utilia
- Uttiedia

## V
- Valeria
- Valência
- Valgia
- Vallia
- Vannia
- Varena
- Vargunteia
- Varia
- Varinia
- Varisidia
- Vatinia
- Vatronia
- Vecilia
- Vedia
- Velia
- Velleia
- Venafrania
- Ventidia
- Venuleia
- Vequasia
- Verania
- Verecundia
- Vergilia
- Vergínia
- Verres
- Verria
- Vesnia
- Vesonia
- Vestoria
- Vestricia
- Vetilia
- Vettia
- Veturia
- Vibenia
- Vibia
- Vibidia
- Vibullia
- Viciria
- Victoria
- Victorinia
- Victricia
- Viducia
- Vigilia
- Villia
- Vinia
- Vinicia
- Vipsania
- Vipstana
- Viria
- Viridia
- Visélia
- Vistilia
- Vitellia
- Vitrasia
- Vitruvia
- Voconia
- Volcacia
- Volturcia
- Volúmnia
- Volusena
- Volusenna
- Volusia
- Vorenia
- Vulia